# Representações culturais de aranhas

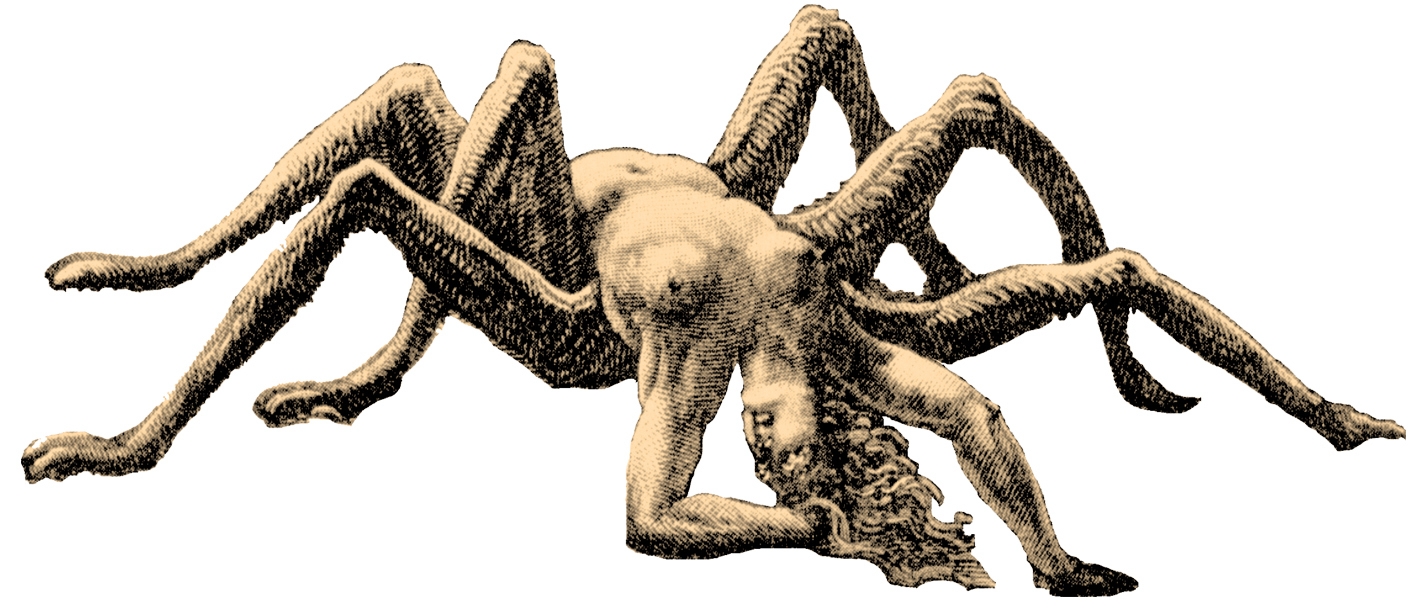
Aracne - Ilustração de Gustave Doré da edição de 1861 do Inferno de Dante.

Ao longo da história, as aranhas foram retratadas na cultura popular, na mitologia e no simbolismo. Da mitologia grega ao folclore africano, a aranha tem sido utilizada para representar uma variedade de coisas e perdura até os dias atuais com personagens como Laracna de O Senhor dos Anéis e Homem-Aranha da série de quadrinhos homônima. É também um símbolo de malícia e malícia por seu veneno tóxico e pela morte lenta que causa, que muitas vezes é vista como uma maldição. Além disso, a aranha inspirou criações de um geoglifo antigo a um espetáculo steampunk moderno. As aranhas têm sido o foco de medos, histórias e mitologias de várias culturas por séculos.
A aranha simboliza paciência e persistência devido à sua técnica de caça de armar teias e esperar que sua presa seja enredada. Numerosas culturas atribuem a habilidade da aranha de tecer teias com a origem da fiação, da tecelagem de tecidos, da cestaria, dos nós e da confecção de redes. As aranhas são associadas aos mitos da criação porque parecem tecer seus próprios mundos artísticos. Os filósofos costumam usar a teia de aranha como metáfora ou analogia, e hoje termos como Internet ou World Wide Web evocam a interconectividade de uma teia de aranha.